# Espasa mameluca
L'espasa mameluca és una espasa corbada que té el seu origen a Pèrsia, des d'on va passar a l'Índia, Egipte i el Nord d'Àfrica. Durant el segle xix va ser adoptada per diferents exèrcits occidentals, com el francès, el britànic i el Cos de Marines dels Estats Units d'Amèrica. L'espasa mameluca resta com una arma de cerimonial en diferents unitats encara avui.